# Chilophiurina
Chilophiurina è un sottordine di echinodermi appartenente all'ordine Ophiurida.

## Famiglie
- Ophiocomidae Ljungman, 1867
- Ophiodermatidae Ljungman, 1867
- Ophioleucidae
- Ophionereididae Ljungman, 1867
- Ophiuridae Lyman, 1865